# William Doud Packard
William Doud Packard (Warren, 3 novembre 1861 – 11 novembre 1923) è stato un imprenditore statunitense, fondatore, insieme al fratello James Ward Packard, del marchio automobilistico Packard. È stato ammesso all’Automotive Hall of Fame nel 1999.

## Biografia
Nato a Warren, nell'Ohio, William Doud Packard nel 1890 fondò con il fratello James Ward Packard la Packard Electric Company, che era una compagnia produttrice di lampade ad arco. Nel 1893, i due fratelli iniziarono la collaborazione con George L. Weiss, un azionista della Winton Motor Carriage Company, che portò alla fondazione della casa automobilistica Packard & Weiss. La prima autovettura Packard fu commercializzata nel 1899. Nel 1900 la compagnia cambiò denominazione in Ohio Automobile Company, e nel 1902 venne rinominata Packard Motor Car Company a seguito dell'ingresso di nuovi investitori. L'azienda spostò la sua sede a Detroit nel 1903. Nel 1954 la Packard si fuse con la Studebaker per formare la Studebaker-Packard Corporation, che produsse l'ultima vettura marchiata Packard nel 1958.
Dopo che la sua compagnia fu trasferita a Detroit nel 1903, i fratelli Packard focalizzarono le attività anche sulla produzione di impianti elettrici per autovetture, tramite la Packard Electric Company. La General Motors acquistò quest'ultima nel 1932, rinominandola Delphi Packard Electric Systems nel 1995. L'azienda diventò indipendente nel 1999.
Nel 1915 William Doud Packard commissionò la costruzione di una residenza estiva allo studio di architettura Warren and Wetmore. Questa casa è ubicata all'interno dell'Chautauqua Institution, ed è strutturata come una residenza unifamiliare. È presente una copia di questa dimora a Warren, nell'Ohio.
Il Packard Park a Warren, Ohio, è un parco il cui terreno è stato donato dai fratelli Packard. Il W.D. Packard Music Hall e la Packard Band sono state fondate da William Doud Packard.